# Pseudonoorda minor
Pseudonoorda minor là một loài bướm đêm trong họ Crambidae.